# 더 딜
더 딜(일본어: ザ・ディール 자 디루[*], The Deal)은 일본의 텔레비전 게임 쇼로, 딜 오어 노 딜의 방식을 채용한 머니 심리게임 쇼이다.

## 같이 보기
- 딜 오어 노 딜
- 신동엽의 Yes or No